# Aeropuerto Internacional de Sochi
El Aeropuerto Internacional de Sochi (en ruso: Международный аэропорт Сочи, romanizado: Mezhdunarodni aeroport Sochi, IATA: AER, ICAO: URSS) es un aeropuerto que sirve a la ciudad de Sochi, en el krai de Krasnodar (Rusia) y está situado en el norte del microdistrito Ádler, al sureste del centro de la ciudad, en la orilla derecha del río Mzymta.
Juntamente con el Aeropuerto Internacional de Krasnodar, son los dos mayores nudos de comunicaciones aéreas locales e internacionales del distrito federal del Sur de Rusia. Da servicio a la mayor zona de turismo de sol y playa de Rusia, desde Tuapsé a Abjasia. El aeropuerto está en la octava posición en cuanto a número de pasajeros -2.43 millones- de Rusia.
Es operado por la compañía Bazel Aero.

## Historia

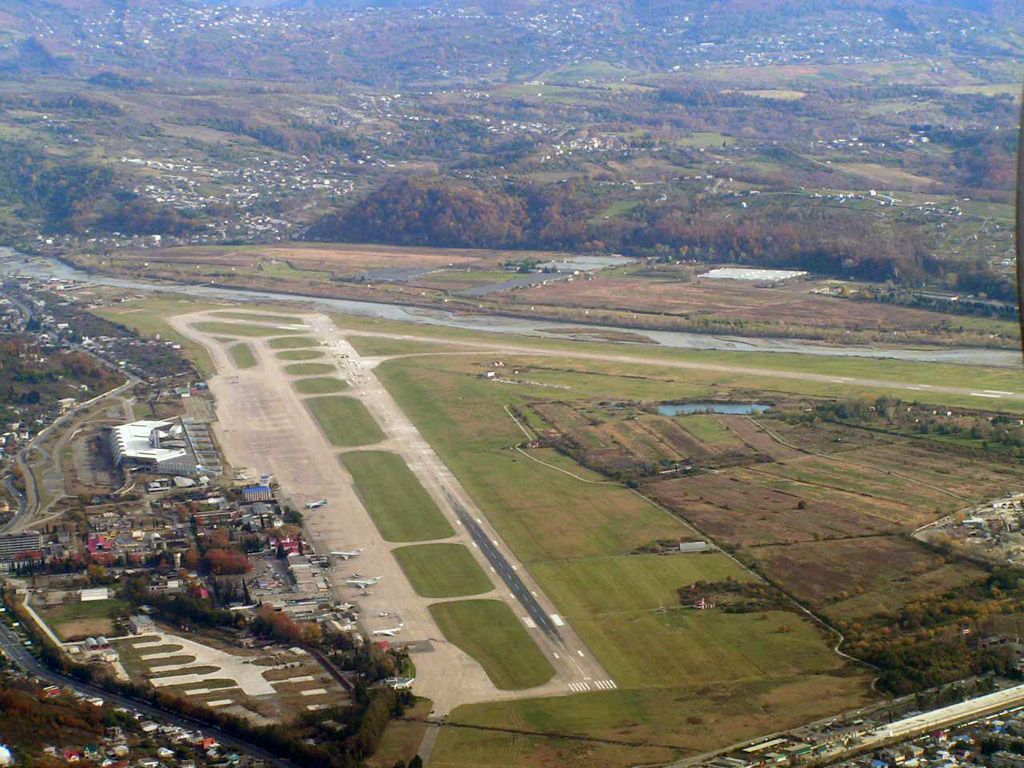
Aeropuerto en 2006.

El aeropuerto fue creado por prikaz de la Administración Central de Aeronáutica Civil el 23 de noviembre de 1945. El campo de aviación fue construido en tierras del disuelto sovjós de producción de semillas Chernomorets entre el 8 de julio y el septiembre de 1941 para la defensa de la costa del mar Negro durante la Gran Guerra Patria. 
En 1956 se construyeron el edificio de la terminal de pasajeros (actualmente la terminal vieja) y la pista de aterrizaje nº 1. El aeropuerto sirvió a cerca de 35 000 pasajeros y mil toneladas de mercancías. Entre 1960 y 1965 fueron construidos los pabellones para pasajeros y equipaje, un hotel con 200 plazas, las instalaciones de radionavegación y los sistemas de aterrizaje. El tráfico de viajeros crecía constantemente en el aeropuerto y en el último año de ese período se alcanzó la cifra de 900 000 pasajeros. Fue condecorada con la Orden de la Bandera Roja del Trabajo en agosto de 1966 por los altos índices en el trabajo. 
Desde 1981 se iniciaron los vuelos regulares al extranjero, a Bratislava, Budapest y Praga en ese año y a un creciente número de países de Próximo Oriente y Europa Occidental. El tráfico en el aeropuerto continuó incrementándose, como refleja que en 1990 se alcanzaran los 2 300 000 pasajeros. Por ello en 2009 se inauguró una nueva terminal. Durante su historia el viejo edificio había servido a unos sesenta millones de pasajeros.
| 1946  | 1957        | 1957  | 1961        | 1961  | 1965        | 1965  | 1990        | 1990  | 2003          | 2003      | 2005        | 2005  | 2006        | 2006  | 2007        | 2007 | 2008          | 2008 | 2009          | 2009 | 2010        | 2010 | 2011        | 2011 | 2012        | 2012  | 2013        | 2013  |
| ----- | ----------- | ----- | ----------- | ----- | ----------- | ----- | ----------- | ----- | ------------- | --------- | ----------- | ----- | ----------- | ----- | ----------- | ---- | ------------- | ---- | ------------- | ---- | ----------- | ---- | ----------- | ---- | ----------- | ----- | ----------- | ----- |
| 0,017 | Crecimiento | 0,035 | Crecimiento | 0,469 | Crecimiento | 1,566 | Crecimiento | 2,279 | Decrecimiento | ок. 1,000 | Crecimiento | 1,223 | Crecimiento | 1,346 | Crecimiento | 1,6  | Decrecimiento | 1,5  | Decrecimiento | 1,4  | Crecimiento | 2,0  | Crecimiento | 2,1  | Crecimiento | 2,120 | Crecimiento | 2,428 |

## Galería

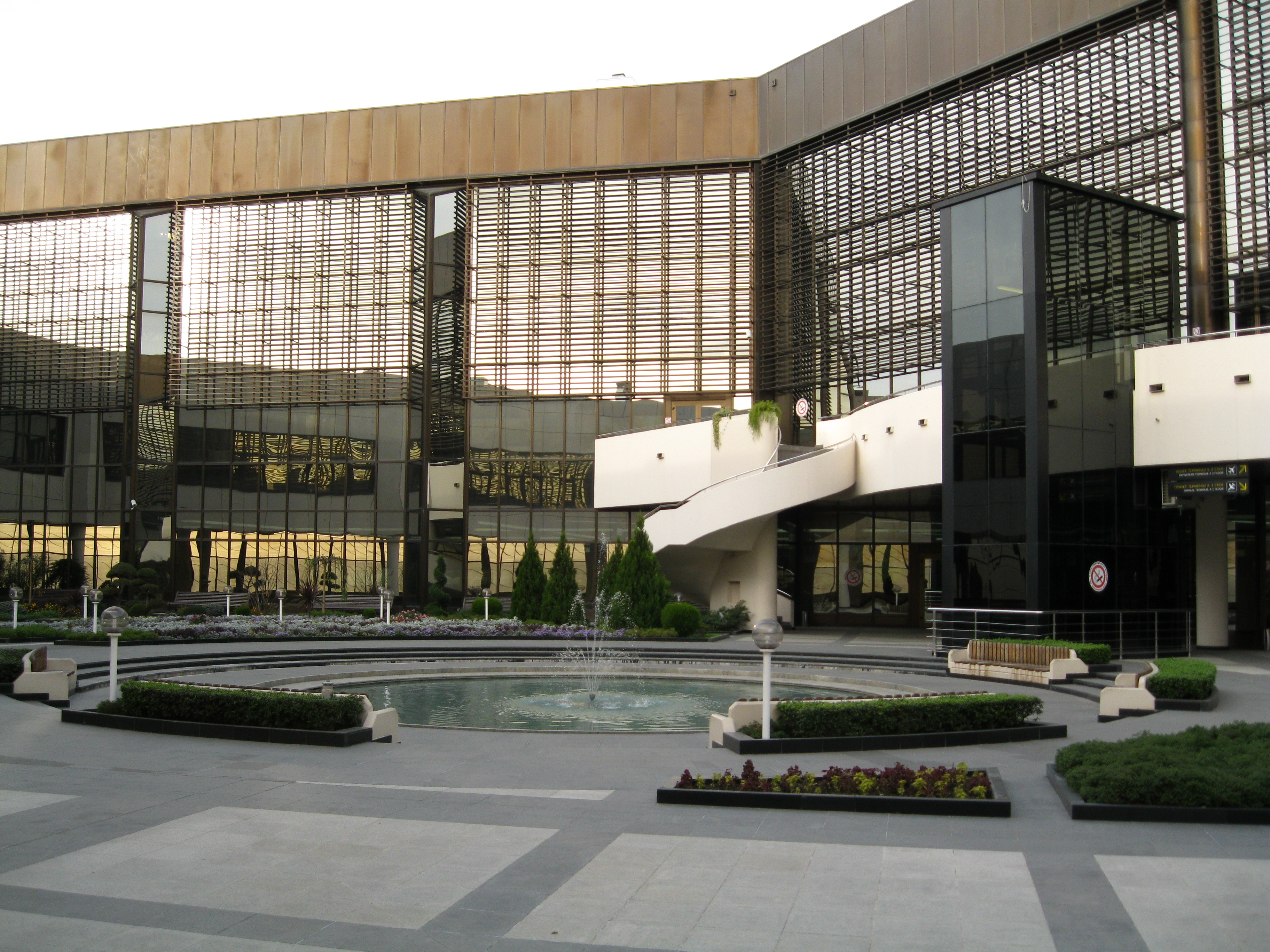
Patio italiano del nuevo edificio del aeropuerto.
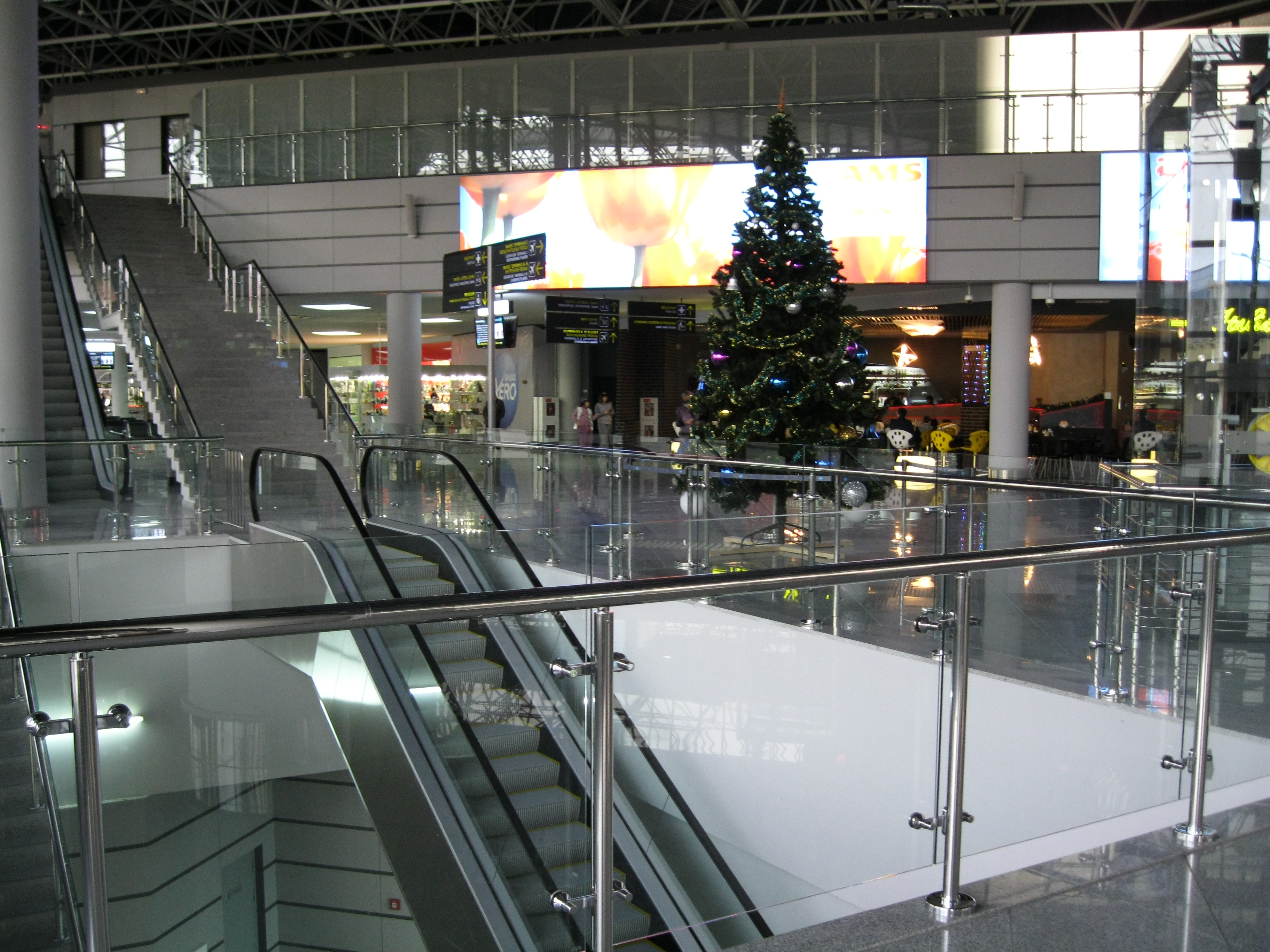
Interior del aeropuerto.
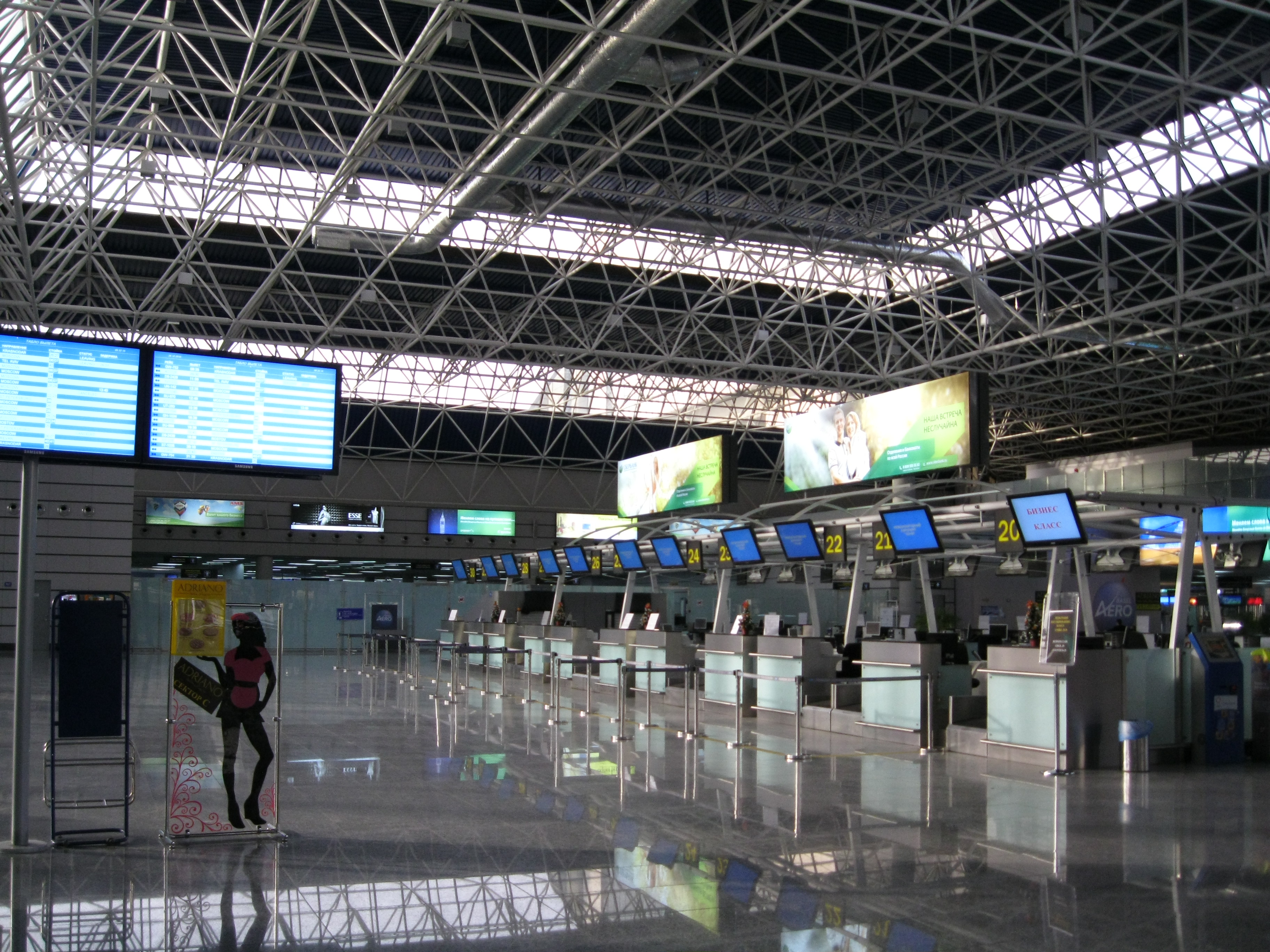
Interior del aeropuerto.
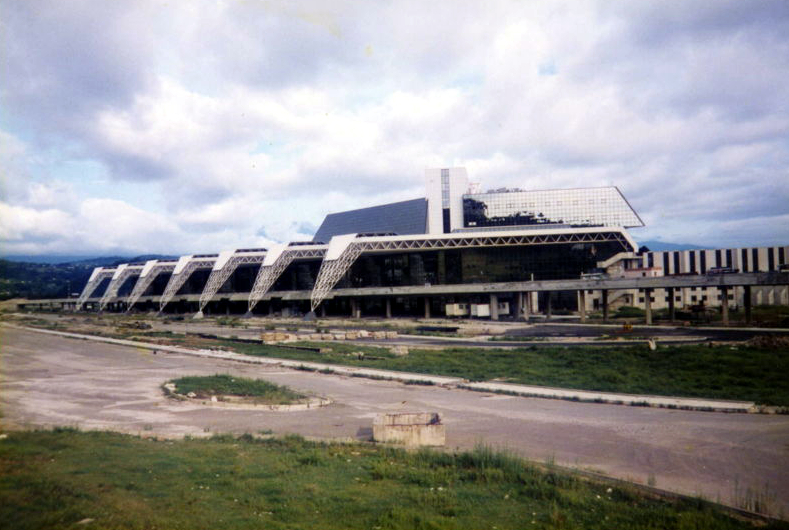
Vista del nuevo edificio de la terminal.

## Destinos y compañías aéreas
| Aerolíneas         | Destinos |
| ------------------ | --- |
| Air Moldova        | Chisináu |
| Nordstar Airlines  | Domodédovo, Norilsk Vuelos temporales: Krasnoyarsk |
| S7 Airlines        | Domodédovo, Novosibirsk Vuelos por temporada: Kiev |
| Somon Air          | Khodjent |
| Aeroflot           | Dushambé, Ereván, Ekaterimburgo, Moscú-Sheremétievo, Novosibirsk-Tolmachevo, San Petersburgo-Pulkovo, Estambul, Tashkent                                                    |
| Ak Bars Aero       | Astracán, Kazán, Krasnodar, Mineralnye Vody, Rostov del Don, Samara-Kurúmoch, Estambul Vuelos por temporada: Bugulmá, Aeropuerto de Nizhnekamsk-Beguishevo, Nizhni Nóvgorod |
| Belavia            | Vuelos por temporada: Minsk |
| Izhavia            | Vuelos por temporada: Izhevsk, Kírov-Pobedílovo (junio-septiembre) |
| IrAero             | Vuelos por temporada: Irkutsk, Omsk |
| Nordavia           | Vuelos por temporada: Arcángel, Múrmansk, Syktyvkar |
| Pegasus Airlines   | Trebisonda |
| Polet Airlines     | Vuelos por temporada: Bélgorod, Vorónezh, Lípetsk |
| Red Wings Airlines | Moscú-Vnúkovo |
| Rossiya            | San Petersburgo-Pulkovo |
| RusLine            | Vuelos por temporada: Bélgorod, Aeropuerto Internacional de Volgogrado, Saransk                                                                                             |
| Saratov Airlines   | Vuelos por temporada: Sarátov |
| Severstal          | Vuelos por temporada: Cherepovets |
| SCAT               | Aktau |
| Tajik Air          | Aeropuerto Internacional de Dusambé |
| Turkish            | Estambul |
| Uzbekistán         | Tashkent |
| Ural               | Ekaterimburgo, Domodédovo, Khodjent Vuelos por temporada: Belgrado, Samara-Kurúmoch                                                                                         |
| UTair              | Ereván, Vnúkovo, Pulkovo-San Petersburgo, Trebisonda Vuelos por temporada: Nizhnevartovsk, Noyabrsk, Surgut, Syktyvkar, Tiumén, Janti-Mansisk                               |
| Yakutia            | Krasnodar, Yakutsk (a través de Aeropuerto Internacional de Moscú-Vnúkovo)                                                                                                  |
| Yamal              | Vuelos por temporada: Tiumén (31.05.13 - 06.09.13) |